# Produkter med dubbla användningsområden
Produkter med dubbla användningsområden (PDA) är produkter, inbegripet programvara, teknik och tjänster, som har en civil användning men kan användas för militära ändamål. Exempel på PDA-produkter är kemikalier, mjukvaror, olika typer av konsulttjänster och ritningar för konstruktioner. PDA inbegrips i begreppet försvarsmateriel.

## Varför behöver PDA kontrolleras?
I fel händer kan PDA-produkter eller tjänster komma att bidra till utveckling av massförstörelsevapen eller bärare till sådana, vilket är utgångspunkten för en internationell vilja att kontrollera handelsflödet. Detta kallas exportkontroll. Inom EU finns ett gemensamt regelverk för kontrollen av PDA bland medlemsländerna, EU-förordningen 2021/821 eller PDA-förordningen. 
Produkter med dubbla användningsområden bör enligt förordningen omfattas av en effektiv kontroll vid export från gemenskapen. Ansvaret för att fatta beslut om ansökningar om exporttillstånd ligger hos de nationella myndigheterna. I Sverige sköts kontrollen och tillståndsgivningen av Inspektionen för strategiska produkter för kategorierna 1-9 i förordningen och kategori 0 av Strålsäkerhetsmyndigheten.  I viktigare fall kan regeringen ha ansvar för att lämna tillstånd.

## Regelverk
Kategorierna enligt förordningen är som följer:
- Kategori 0 Kärnmaterial, anläggningar och utrustning
- Kategori 1 Särskilda material och därtill hörande utrustning
- Kategori 2 Materialbearbetning
- Kategori 3 Elektronik
- Kategori 4 Datorer
- Kategori 5 Telekommunikation och ”informationssäkerhet”
- Kategori 6 Sensorer och lasrar
- Kategori 7 Navigation och avionik
- Kategori 8 Marint
- Kategori 9 Rymd och framdrivning

Exportkontrollen omfattar kryptoprodukter med en nyckellängd över 56 bitar för symmetriska kryptonycklar och 512 bitar för asymmetriska nycklar.
Kontrollen av massmarknadsprodukter har minskat, det vill säga sådana produkter som säljs direkt till konsumenter och som installeras av dem själva. Sådana produkter kan säljas utan tillstånd oavsett nyckellängd. Tillstånd behövs inte för export av kryptoprodukter för personligt bruk. 
Inom Europeiska gemenskapen är de flesta krypteringsprodukter fria och kräver inget utförseltillstånd. Amerikas Förenta Stater, Australien, Japan, Kanada, Nya Zeeland, Norge och Schweiz omfattas av gemenskapens generella exporttillstånd. Detta innebär att samma krypteringsprodukter som är fria inom EU kan exporteras till dessa länder utan att det behövs någon ansökan om exporttillstånd hos ISP. Till övriga världen kan exporttillstånd behövas. 
Undantaget från exportkontroll är krypteringsprodukter som medföljer användaren för dennes personliga bruk.
I lagen (2000:1064) om kontroll av produkter med dubbla användningsområden och av tekniskt bistånd har Sverige implementerat och kompletterat rådets förordning (EG) nr 1334/2000. I förordningen förstås med
- naturligt uran: uran som innehåller den blandning av isotoper som förekommer i naturen,
- utarmat uran: uran där halten av isotopen uran 235 är lägre än i naturligt uran,
- anrikat uran: uran där halten av isotopen uran 235 är högre än i naturligt uran.

Den som bryter mot lagen kan dömas till böter eller fängelse i högst sex månader. Därutöver kan produkter också förklaras förverkade.
Bestämmelser finns också i lagen (1992:1300) om krigsmateriel och lagen (1984:3) om kärnteknisk verksamhet.
För export gäller också ISP:s föreskrifter TFS 2004:35 och TFS 2004:36 om kemiska prekursorer.

## Fotnoter
1. 1 2 3  ”Introduktion till PDA - ISP”. isp.se. https://isp.se/pda/introduktion-till-pda/. Läst 8 september 2022.
2. ↑  ”Europaparlamentets och Rådets förordning (EU) 2021/821”. Europeiska unionen. https://eur-lex.europa.eu/legal-content/SV/TXT/PDF/?uri=CELEX:32021R0821&qid=1624888458415&from=SV#page=25. Läst 8 september 2022.
3. ↑  ”Export och överföring - ISP”. isp.se. https://isp.se/pda/export-och-overforing/. Läst 8 september 2022.
4. ↑  Kryptering Inspektionen för strategiska produkter, arkiverad 12 november 2008 från originalet
5. ↑  ”Lag (2000:1064) om kontroll av produkter med dubbla användningsområden och av tekniskt bistånd”. Arkiverad från originalet den 12 november 2008. https://web.archive.org/web/20081112224624/http://www.isp.se/documents/public/se/pdf/lagar/00_1064.pdf. Läst 10 januari 2009.
6. ↑  ”Förordning (2000:1217) om kontroll av produkter med dubbla användningsområden”. Arkiverad från originalet den 13 november 2008. https://web.archive.org/web/20081113154717/http://www.isp.se/documents/public/se/pdf/lagar/00_1217.pdf. Läst 10 januari 2009.
7. ↑  ”TFS 2004:35”. Arkiverad från originalet den 14 november 2008. https://web.archive.org/web/20081114073002/http://www.isp.se/documents/public/se/pdf/lagar/2000_24.pdf. Läst 10 januari 2009.
8. ↑  TFS 2004:36 Om kemiska prekursorer

### Andra regelverk för kontroll av PDA
- Storbritannien
- USA
- Australien